# Пуданга
Пуданга — река в Томской области России, правый приток Чулыма. Устье реки находится в 43 км от устья по правому берегу Чулыма. Протяжённость реки 53 км, площадь бассейна — 214 км². Течёт в направлении с северо-востока на юго-запад.

## Данные водного реестра
По данным государственного водного реестра России относится к Верхнеобскому бассейновому округу, водохозяйственный участок реки — Чулым от водомерного поста села Зырянское до устья, речной подбассейн реки — Чулым. Речной бассейн реки — (Верхняя) Обь до впадения Иртыша.
Код водного объекта — 13010400312115200022497.